# 다운 투 유
《다운 투 유》(영어: Down to You)는 2000년 공개된 미국의 로맨틱 코미디 영화이다.

## SBS 성우진 (2006년 9월 2일)
- 구자형 - 앨(프레디 프린즈 주니어)
- 이선 - 이머전(줄리아 스타일스)
- 은영선 - 사이러스(셀마 블레어)
- 강연숙
- 문영래
- 최옥희
- 윤병화
- 조예신
- 조영호
- 장성호
- 윤세웅
- 김정은
- 임주현